# Richard Newman
Sir Richard Newman 1º Baronete MP JP DL (c. 1675-1721), de Evercreech Park, foi membro do parlamento por Milborne Port em 1701.

## Vida
Sir Richard Newman era o filho mais velho de Richard Newman, de Evercreech Park e Fifehead. Ele foi educado em Sherborne e no Pembroke College, Oxford.
No dia 1 de junho de 1696, Sir Richard Newman casou-se com Frances, filha de Sir Thomas Samwell, e teve três filhos e quatro filhas.